# Princeton (Indiana)
Princeton é uma cidade localizada no estado americano de Indiana, no Condado de Gibson.

## Demografia
Segundo o censo americano de 2000, a sua população era de 8175 habitantes.
Em 2006, foi estimada uma população de 8641, um aumento de 466 (5.7%).

## Geografia
De acordo com o United States Census Bureau tem uma área de
12,6 km², dos quais 12,6 km² cobertos por terra e 0,0 km² cobertos por água. Princeton localiza-se a aproximadamente 128 m acima do nível do mar.

## Localidades na vizinhança
O diagrama seguinte representa as localidades num raio de 16 km ao redor de Princeton.